# Little Girl in the Big Ten
«Little Girl in the Big Ten» (с англ. — «Маленькая девочка — студентка») — двадцатый эпизод тринадцатого сезона мультсериала «Симпсоны». Впервые вышел в эфир 12 мая 2002 года.

## Сюжет
У Лизы никогда не было проблем с учёбой. Но один проблематичный предмет у неё всё-таки есть — физкультура. От двоек по физкультуре её не спасает даже директор Скиннер, потому что он слабее учительницы по физкультуре. Вот и приходится Лизе ходить на дополнительные занятия по физкультуре к некому тренеру из Восточной Германии Лугашу. Поначалу ей не нравится перспектива ходить к достаточно строгому тренеру по гимнастике, но перецепившись за мяч и упав в обморок, она видит президента Кеннеди, который советует ей тренировать не только ум, но и тело. Тогда Лиза приступает к тренировкам и вскоре показывает недюжинный талант к гимнастике благодаря особо крепкому черепу, который всё время помогает девочке успешно приземлиться после каждого прыжка. Позже она знакомится с двумя другими гимнастками и узнаёт о том, что они являются студентками Спрингфилдского университета (Лиза не сразу это увидела, так как её новые подружки маленького роста). Не желая потерять своих новых взрослых друзей, Лиза говорит им, что она тоже студентка.
Тем временем Барта кусает редкий китайский комар, который попал в Америку, залетев в одну из многочисленных игрушек-Крастизавров, которые собирали в Китае. Доктор Хибберт диагностирует, что у мальчика синдром пандового вируса. Болезнь пройдёт, но Барту придётся целую неделю ходить в специальном прозрачном шаре, чтобы никого не заразить. Это вызывает некоторые неудобства для Барта, хотя есть и преимущества, вроде наказать хулиганов, пристающих к зубрилам.
Лиза наслаждается своей новой двойной жизнью: посещает университет и школу одновременно, ходит в клуб «Кафка» на выступления поэта-Нобелевского лауреата Роберта Пински. Ей удаётся справляться повсюду, но однажды её замечает Милхаус, когда она едет в университет. Заподозрив неладное, Милхаус вместе с Мартином Принсом и Базой данных следуют за Лизой. След приводит их к университету и там они при всех раскрывают тайну Лизы о том, что она никакая не студентка, а обычная ученица второго класса.
Лиза оказывается в очень незавидной ситуации: теперь она не может встречаться со своими бывшими подругами из университета, также её теперь презирают все её одноклассники, даже родители недовольны дочерью и её тайными посещениями университета. Но вскоре Барт предоставляет сестре возможность прославиться среди своих друзей.
На следующий день в честь директора Скиннера проходит собрание, на котором директору выдают своё место на парковке и табличку с его именем на мемориальной доске. Барт не может напакостить директору, так как в этом не будет ничего необычного, а вот если Лиза… На церемонии рядом с директором установили большой шоколадный торт, сам директор надел белый костюм. И вот Мартин собирается сфотографировать директора, как тут с крыши падает Лиза в шаре Барта. Она падает прямо на торт и тот полностью оказывается на белом костюме Скиннера. Довольные дети вновь полюбили Лизу, а Барт тем временем обнаружил, что от долгого времяпровождения в шаре у него разыгралась боязнь открытого пространства, поэтому мальчик залез в трубу, которая его вскоре и засосала.